# 25 de febrer
El 25 de febrer és el cinquanta-sisè dia de l'any del calendari gregorià. Queden 309 dies per a finalitzar l'any i 310 en els anys de traspàs.

## Esdeveniments
Països Catalans
- 1018 - Barcelona: Berenguer Ramon I és nomenat comte de Barcelona, a la mort del seu pare Ramon Borrell.[1]
- 1809 - Valls (Alt Camp): l'exèrcit napoleònic guanya la batalla de Valls en la que resulta ferit el general suís de l'exèrcit espanyol Teodoro Reding, que morirà pocs dies després.
- 1864 - S'estrena l'obra teatral en dos actes L'esquella de la torratxa –paròdia de l'obra La campana de la Almudaina–, de Frederic Soler, per la societat Melpómene al Teatre Odeon de Barcelona.[2]
- 1898 - Apareix Catalònia, revista il·lustrada quinzenal, de caràcter artístic i literari.[3]
- 1983 - El Parlament espanyol aprova l'Estatut d'Autonomia de les Illes Balears, vigent fins al 2007.[4]
- 1993 - S'estableix per llei que l'himne nacional de Catalunya és la cançó popular Els segadors
- 1994 - Barcelona: S'inaugura al Raval el Centre de Cultura Contemporània de Barcelona (CCCB), sota la direcció de Josep Ramoneda.[5]
- 2011 - Sant Joan les Fonts (Garrotxa): S'inaugura el Museu Alzamora de les arts gràfiques, la col·lecció privada relacionada amb la impremta més completa de l'estat espanyol.[6]

Resta del món
- 52 aC - Imperi Romà: Pompeu és escollit cònsol únic de Roma.
- 1948 - Txecoslovàquia: hi triomfa la revolució comunista (cop d'estat de Praga).[7]
- 1975 - Apareixen per primera vegada els personatges de Storm, Nightcrawler i Colossus amb la publicació de Giant-Size X-Men nº1.[8] Wolverine també s'uneix al grup per primer cop.
- 1990 - Managua: Violeta Chamorro esdevé presidenta de Nicaragua, la primera dona americana elegida presidenta a les urnes.[9]

## Naixements
Països Catalans
- 1793 - Sabadell: Josep Duran i Sors, industrial tèxtil i alcalde de Sabadell.
- 1826 - Besalú, Garrotxa: Pere Bosch i Labrús, economista, empresari i polític català (m. 1894).
- 1861 - Barcelona: Santiago Rusiñol, pintor, escriptor, col·leccionista, periodista i dramaturg català.[10]
- 1862 - València: Concepción Aleixandre Ballester, metgessa ginecòloga pionera (m. 1952).
- 1868 - Sant Vicenç de Fals, Bages: Lluís Muncunill i Parellada, arquitecte modernista català (m. 1931).
- 1892 - Barcelona: Pilar Rufí i Bosch, soprano liederista, professora de cant i compositora catalana (m. 1969).[11]
- 1907 - Palma: Pazzis Sureda Montaner, escultora i pintora mallorquina (m. 1939).[12]
- 1914 - 
  - Maó: Josita Hernán, actriu, directora d'escena i professora de teatre (m. 1999).[13]
  - Castell Rosselló, Perpinyà, Catalunya del Nord: Robert Rius i Lanolier, escriptor i poeta nord-català (m. 1944).
- 1945 - Felanitx, Mallorca: Nadal Batle i Nicolau, matemàtic i rector de la Universitat de les Illes Balears (m.1997).
- 1955 - Barcelona: Enric Miralles i Moya, arquitecte i professor universitari català (m. 2000).
- 1958 - Barcelona: Maite Carranza, escriptora i guionista catalana.[14]
- 1969 - Benaguasil, Camp de Túria: Rosa Maria Peris Cervera, advocada i política valenciana.[15]
- 1971 - Badalona, Barcelonès: Antoni Pinilla Miranda, futbolista.

Resta del món
- 1670 - Panitzsch, Electorat de Saxònia: Maria Margarethe Winckelmann, astrònoma alemanya (m. 1720).[16]
- 1707 - Venècia, Itàlia: Carlo Goldoni, dramaturg venecià (m. 1793).
- 1841 - Llemotges, Occitània: Pierre-Auguste Renoir, pintor francès (m. 1919).[17]
- 1856 - San Benedetto Po, Màntua, Llombardia, Itàlia: Enrico Ferri, penalista, criminalista i polític italià.[18]
- 1873 - Nàpols, Itàlia: Enrico Caruso, cantant italià d'òpera i un dels més famosos tenors de la història (m. 1921).
- 1890 - Londres: Myra Hess, pianista britànica (m. 1965).[19]
- 1896 - Cedartown, Geòrgia: Ida Cox, cantant i compositora estatunidenca de blues i jazz (m. 1967).[20]
- 1898 - París, França: Ginette Maddie, actriu francesa.
- 1915 - Lleó: Aida Lafuente Penaos, militant revolucionària lleonesa, que morí en la Revolució d'Astúries de 1934 (m. 1934).[21]
- 1917 - Harpurhey (Manchester, Regne Unit): Anthony Burgess, escriptor i compositor britànic (n. 1993).
- 1940 - Madrid, Espanya: Jesús López Cobos, director d'orquestra espanyol (m. 2018).
- 1942 - Berkeley, Califòrnia, EEUU: Karen Grassle, actriu estatunidenca, coneguda principalment pel seu paper de Caroline Ingalls.[22]
- 1943 - Liverpool, Regne Unit: George Harrison, cantant, guitarrista i compositor de rock membre dels Beatles (m. 2001).
- 1945 - Saragossa: Lita Claver (La Maña), vedet de revista aragonesa, establerta a Barcelona.
- 1949 - Beirut, Líban: Amin Maalouf, escriptor libanès en llengua francesa.[23]
- 1950 - Sligo, Irlanda: Neil Jordan, director de cinema irlandès.
- 1952 - Salamanca: Flora de Pablo Dávila, doctora espanyola en medicina i especialista en biologia cel·lular i molecular.[24]
- 1953 - Madrid: José María Aznar, polític espanyol.
- 1967 - Madrid: Natalia Dorado Gómez, jugadora d'hoquei sobre herba espanyola, guanyadora d'una medalla olímpica d'or.[25]
- 1980 - Lukara, Croàcia: Josipa Rimac, política croata i alcaldessa de Knin, una de les alcaldesses més joves d'Europa.[26]
- 1995 - Dubrovnik, Croàcia: Mario Hezonja, jugador de bàsquet croat.

## Necrològiques
Països Catalans
- 1789 - Barcelona: Pau Balmes i Montsech, metge i botànic català (n. 1735).
- 1901 - Cartagena (Espanya): José Rogel Soriano, compositor valencià de sarsuela (n. 1829).
- 1926 - Palma: Joan Alcover i Maspons, escriptor i polític mallorquí.
- 1937 - Sabadell: Marçal Ballús i Bertran, odontòleg i pioner de la cinematografia a Catalunya.
- 1955 - Barcelona: Fructuós Gelabert i Badiella, director, guionista, operador de càmera i productor cinematogràfic.[27]
- 1961 - París (França): Just Cabot i Ribot, escriptor i periodista català.
- 1962 - Barcelona: Jaume Juan i Rosselló, pintor mallorquí (n. 1909).
- 1965 - Barcelona: Pere Balañá i Espinós, empresari català de cinema i d'espectacles taurins (n. 1883).
- 1989 - El Cabanyal, València: Federic Feases i Carrion, escriptor i intel·lectual valencià d'ideologia nacionalista valenciana (n. 1967).
- 2016 - Puig-reig, Berguedà: Ramon Noguera i Subirà, músic, director de cor, compositor de sardanes i professor de cant coral (n. 1937).
- 2018 - València: Merxe Banyuls, cantant, actriu i presentadora valenciana, que formà part del grup Els Pavesos (n. 1943).[28]

Resta del món
- 1547 - Roma: Vittoria Colonna, marquesa de Pescara, va ser una poeta i influent intel·lectual del Renaixement italià (n. 1490).
- 1558 - Talavera la Real: Elionor d'Àustria, infanta de Castella i Aragó, reina de Portugal i de França.[29]
- 1704 - Novara, Piemont (actual Itàlia): Isabella Leonarda, compositora italiana del barroc (n. 1620).[30]
- 1850 - Ciutat Prohibida, Pequín (Xina): emperador Daoguang, 8è emperador de la dinastia Qing (n. 1782).[31]
- 1863 - Chantilly, França: Laure Cinti-Damoreau, soprano francesa (n. 1801).
- 1875 - Londres (Anglaterra): Charles Lyell, científic i geòleg escocès (n. 1797).
- 1897 - París: Marie Cornélie Falcon, cantant d'òpera, entre soprano i mezzosoprano, que donà nom a la tipologia de "sopranos Falcon".[32]
- 1918 - Madridː Amalia Ramírez, cantant espanyola, soprano (n. 1834).[33]
- 1936 - Brussel·les: Anna Rosalie Boch, pintora belga (n. 1848).[34]
- 1945 - São Paulo, Brasil: Mário de Andrade, poeta, novel·lista, assagista i musicòleg brasiler (n. 1893).
- 1950 - Boston, Massachusetts (EUA): George Richards Minot, metge nord-americà, Premi Nobel de Medicina o Fisiologia de l'any 1934 (n. 1885).
- 1971 - Kopparberg (Suècia): Theodor Svedberg, químic suec, Premi Nobel de Química de 1926 (n. 1884).
- 1983 - Nova York, els EUA: Tennessee Williams, escriptor nord-americà (n. 1911).
- 1996 - Los Angeles, Califòrnia, Estats Units: Haing S. Ngor, actor i físic estatunidenco- cambodjà.
- 1998 - Palerm: Lia Pasqualino Noto, pintora i galerista italiana (n. 1909).[35]
- 1999 - Lafayette, Califòrnia (EUA): Glenn Theodore Seaborg, físic i químic estatunidenc, Premi Nobel de Química de l'any 1951 (n. 1912).
- 2005 - Oxford (Oxfordshire, Anglaterra): Peter Benenson, advocat anglès, fundador d'Amnistia Internacional (n. 1921).
- 2014 - Playa del Carmen, Mèxic: Paco de Lucía, guitarrista i compositor andalús (n. 1947).
- 2017 - 
  - Los Angeles, Califòrnia, Estats Units: William "Bill" Paxton, actor, director i productor estatunidenc.
  - Mossul: Shifa Gardi, periodista kurda d'origen iranià, morta durant la batalla de Mossul (2016-2017) (n. 1986).[36]
- 2020 - El Caire, Egipte, Hosni Mubàrak, polític i militar egipci (n. 1928).[37]

## Festes i commemoracions

### Santoral[38]

#### Església Catòlica[39]
- Sants al Martirologi romà (2011): Nèstor de Magidus, màrtir (ca. 250); Cesari de Nazianz, metge (368); Adeltruda de Maubeuge, abadessa (696); Valpurga de Heidenheim abadessa (779); Gerland d'Agrigent, bisbe (1100); Llorenç Bai Xiaoman, màrtir (1856); Turibio Romo, prevere màrtir (1928); Luigi Versiglia i Callisto Caravario, màrtirs (1930).
  - Beats al Martirologi: Avertà de Lucca, monjo (ca. 1386); Sebastián Aparicio, germà llec (1600); Dídac Yuki Ruosetsu, Miquel Soan, màrtirs a Osaka (1636); Maria Adeodata Pisani, abadessa benedictina (1855); Domenico Lentini, prevere (1828); Maria Ludovica de Angelis, monja (1962).
- Sants que no figuren al Martirologi: Ananies i companys màrtirs de Fenícia (298); Sirenat el Jardiner, màrtir (ca. 300); Concord de Saintes, bisbe (ca. 510); Norgant de Trégor (s. VI); Eteri d'Ambrun, bisbe (s. VII); Maeldon de Trégor, eremita (s. VII); translació de les relíquies de Juliana de Nicomèdia a Nàpols; a Troyes: Víctor de Sankt Gallen, eremita (995).
- Beats que no figuren al Martirologi: Adelelm I d'Engelberg, abat (1131); Adam d'Ebrach, abat (1169); Cecília de Ferrara, dominica (1511).
- Venerables: Robert d'Arbrissel, fundador de l'Orde de Fontevrault (1116).

#### Església Copta
- 18 Meixir: Meleci d'Antioquia, arquebisbe (318).

#### Església Apostòlica Armènia
- 6 Mehec: sants Jaume germà del Senyor; Marina de Bitínia, monjo (s. VI).

#### Església Ortodoxa Siríaca
- Sants: Severi el Gran, bisbe d'Antioquia (518).

#### Església Ortodoxa (segons el calendari julià)
- Se celebren els corresponents al 9 de març del calendari gregorià.

#### Església Ortodoxa (segons el calendari gregorià)
Corresponen als sants del 12 de febrer del calendari julià.
- Sants: Urbà I, bisbe de Roma i màrtir; Meleci d'Antioquia, arquebisbe (381); Marina el Monjo i Eugeni, el seu pare, monjo (s. VI); Antoni II de Constantinoble, patriarca (895); Aleix de Moscou, metropolità de totes les Rússies (1378); Bassià d'Úglitx, abat (1509); Crist de Constantinoble, màrtir (1748); Meletsij de Txàrkov, bisbe (1840); Anastassija Logatxeva, eremita; Alexeij Buij, bisbe de Voronezh, màrtir (1930); Mitrofan, prevere màrtir (1931).

##### Església Ortodoxa Grega
- Sants: Sadurní i Plutí, màrtirs.

##### Església Ortodoxa de Geòrgia
- Sants: Pròcor l'Iber, fundador del monestir de la Creu a Jerusalem (s. XI); Lluc Muhaisdse de Jerusalem, màrtir (1273); Nicolau Dwali de Geòrgia, màrtir (1314).

#### Esglésies luteranes
- Valpurga de Heidenheim, abadessa (Església Evangèlica d'Alemanya): en anys de traspàs: Maties apòstol (EKD); Elizabeth Fedde, diaconessa (1921) (Epicopalian Lutheran Church of America).